# Plain Old Documentation
Plain Old Documentation (POD) is een eenvoudige opmaaktaal die wordt gebruikt bij het documenteren van Perl-software. 
POD is ontworpen om, met geringe inspanning, technische documentatie te schrijven zodat voorkomen wordt dat programmeurs ongedocumenteerde code afleveren. 
Door middel van tags wordt in de broncode de documentatie gemarkeerd. De tags bestaan uit een is-gelijk teken (=) en gevolgd door een keyword als head1 of item.
De tag bepaalt de manier waarop de tekst door de POD tool wordt afgedrukt.

## Voorbeeld
Hieronder staat een met POD gedocumenteerd Perlprogramma afgedrukt:
```
 
#!/usr/local/bin/perl

 

 
=
head1
 
NAME

 
PODvoorbeeld:
 
Drukt
 
de
 
getallen
 
1
 
tot
 
en
 
met
 
10
 
af
  

 
=
head1
 
SYNOPSIS

 
perl
 
PODvoorbeeld

 

 
=
head1
 
DESCRIPTION

 
Dit
 
voorbeeld
 
programma
 
is
 
louter
 
bedoeld
 
om
 
een
 
demonstratie
 
van
 
POD

 
te
 
geven
.
 
Gebruik
 
pod2text
 
PODvoorbeeld
 
om
 
de
 
documentatie
 
in

 
UNIX
-
manual
 
style
 
te
 
genereren
.

 
=
cut

 
=
over
 
2

 

 
=
item
 
Werking:

 
Dit
 
programma
 
heeft
 
geen
 
opties
.
 
En
 
drukt
 
"Klaar!"
 
af
 
als
 
het
 
gereed

 
is
 
met
 
het
 
afdrukken
 
van
 
de
 
getallen
 
1
 
tot
 
en
 
met
 
10
.

 
=
back

 
=
cut

 

 
# Voeg hier code in

 

 
=
over
 
2

 
=
item
 
Hoofdlus:

 
Alle
 
belangrijke
 
logica
 
bevindt
 
zich
 
in
 
een
 
lus
 
die
 
maar
 
liefst
 
10
 
keer

 
wordt
 
aangeroepen
.
  

 
=
back

 
=
cut

 

 
for
 
(
$i
 
=
 
1
;
 
$i
 
<=
 
10
;
 
$i
++
)
 
{

 	
print
 
$i
;

 
}

 

 
# Voeg hier nog meer code in

 

 
=
over
 
2

 
=
item
 
Afsluiten:

 
En
 
het
 
programma
 
wordt
 
afgesloten
 
met
 
"Klaar!"
.

 
=
back

 
=
cut

 

 
print
 
"Klaar!"
;

```

Met de opdracht pod2text PODvoorbeeld wordt de documentatie gegenereerd:
```
 NAME
     PODvoorbeeld: Drukt de getallen 1 tot en met 10 af
 
 SYNOPSIS
     perl PODvoorbeeld
 
 DESCRIPTION
     Dit voorbeeld programma is louter bedoeld om een demonstratie van POD te
     geven. Gebruik pod2text PODvoorbeeld om de documentatie in UNIX-manual
     style te genereren.
 
     Werking:
       Dit programma heeft geen opties. En drukt "Klaar!" af als het gereed
       is met het afdrukken van de getallen 1 tot en met 10.
 
     Hoofdlus:
       Alle belangrijke logica bevindt zich in een lus die maar liefst 10 keer
       wordt aangeroepen.
 
     Afsluiten:
       En het programma wordt afgesloten met "Klaar!".

```

## Conclusie
Omdat bij POD de code en documentatie met elkaar verweven zijn, is het eenvoudig om de documentatie te schrijven en te onderhouden. Wordt in het geval van het bovenstaande voorbeeld de getallenreeks 1 tot en met 10 veranderd in 1 tot en met 11  dan kan gelijktijdig met de code ook de documentatie aangepast worden.

## POD tools
Onderstaande tools worden meegeleverd met iedere Perl installatie.
- podchecker: controleert de syntaxis van de POD;
- pod2text: zet POD file om in tekst formaat (zie voorbeeld);
- pod2html: zet POD file om in html formaat, zodat het in een webbrowser te bekijken is;
- perldoc perlpod: geeft volledige POD manual weer.